# شبكة عمليات الحاسوب
شبكة عمليات الحاسوب ( CNO) (إنجليزية: Computer Network Operations) هو مفهوم عسكري يشمل العديد من المفاهيم الفرعية.

## هجوم بشبكة الحاسوب
الهجوم باستخدام الحاسوب (CNA): (إنجليزية: Computer Network Attack) هي تدابير لعرقلة استخدام شبكة الكمبيوتر و استصعاب الوصول إلى معلومات في أجهزة الكمبيوتر وشبكات الكمبيوتر لمنع استخدام أو إبطاء  أو لتدمير المعلومات، والشبكات الحاسوبية المرتبطة بها أو تدمير الحواسيب المرتبطة بها.

## الدفاع عن شبكة الحاسوب
الدفاع عن شبكات الحاسوب (CND): (إنجليزية: Computer Network Defense) هي إجراءات لحماية لرصد و تحليل شبكات الكمبيوتر و تُستخدام لمواجهة الوصول إلى المعلومات في أجهزة الكمبيوتر (الخاصة) وشبكات الكمبيوتر. و يتضمن CND أيضا كشف ومنع الدخول غير المصرح به إلى جهاز (أو شبكات)الكمبيوتر العسكرية .

## استغلال شبكة الكمبيوتر
استغلال شبكة الحاسوب (CNE): (إنجليزية: Computer Network Exploitation) هي التدابير التي تسمح بالاستفادة من شبكات الكمبيوتر لجمع المعلومات من أجهزة الكمبيوتر أو من كمبيوتر وشبكات العدو.

## وصلات
- United States Joint Information Operations Doctrine (PDF; 694 kB)

1. ↑  ألمانيا تتأهب لحروب السايبر - الجزيرة.نت نسخة محفوظة 14 فبراير 2020 على موقع واي باك مشين.